# 130 mm armata przeciwlotnicza KS-30
130 mm armata KS-30 – ciągniona armata przeciwlotnicza produkcji radzieckiej z lat 50. XX wieku.
Opracowana i wdrożona do produkcji na podstawie zdobycznej dokumentacji oraz egzemplarzy armaty p-lotniczej 12,8 cm FlaK 40. Do powstania armaty zostali wykorzystani niemieccy konstruktorzy z firmy Rheinmetall z Düsseldorfu.